# ستاري اوسكول
ستاري اوسكول (بالروسية: Старый Оскол) هي إحدى مدن روسيا في الكيان الفدرالي الروسي بيلغورود أوبلاست.

## توأمة
لستاري اوسكول اتفاقيات توأمة مع كل من:
- زالتسغيتر (1987 - )
- أسينوفغراد

## أعلام
- يفيجيني بوستنيكوف
- دينيس ليبيديف